# Серенти
Серѐнти (на италиански и на сардински: Serrenti) е градче и община в Южна Италия, провинция Южна Сардиния, автономен регион и остров Сардиния. Разположено е на 114 m надморска височина. Населението на общината е 5078 души (към 2010 г.).